# 6671 Concari
6671 Concari è un asteroide della fascia principale. Scoperto nel 1994, presenta un'orbita caratterizzata da un semiasse maggiore pari a 2,8932079 UA e da un'eccentricità di 0,1547128, inclinata di 14,71074° rispetto all'eclittica.
L'asteroide è dedicato all'astrofilo italiano Paolo Concari dell'Osservatorio astronomico di Suno.